# Грчки алфабет
Грчки алфабет (грч. Ελληνικό αλφάβητο) је скуп двадесет и четири слова која су коришћена за записивање грчког језика још од позног 9. или раног 8. века пре нове ере. Изведен је из ранијег феничанског алфабета, и био је први алфабет у ужем смислу тј. систем писања који користи посебне симболе за сваки самогласник и сугласник. Најстарије је алфабетско писмо које је у непрекидној употреби до данас. Слова су такође, почев од 2. века пре нове ере, коришћена за представљање грчких цифара. Ћирилична азбука и латинска абецеда су настале на бази грчког алфабета. Поред тога што се користи у писању грчког језика, како древних тако и модерних облика, грчко писмо у данашње време исто тако служи и као извор техничких симбола и ознака у многим доменима математике, науке и других поља.
У својим класичним и модерним формама, алфабет има 24 слова, уређена од алфа до омега. Као и латиница и ћирилица, грчко писмо је имало само једну форму сваког слова. У њему је развијена дистинкција величине слова између мале и велике форме паралелно са латинским током модерне ере.
Звучне вредности и конвенционалне транскрипције за нека од слова се разликују између античке и модерне грчке употребе, јер се изговор грчког знатно променио између 5. века п. н. е. и данашњице. Модерни и антички грчки користе различите дијакритике. Традиционална ортографија, која је коришћена за антички грчки и понекад за модерни грчки, има мноштво дијакритика, као што су акцентне ознаке за стављање нагласка (политоника), ознаке дисања за присуство и одсуство иницијалног  звука, и јотни подскрипти за крајњи  звук. У модерном грчком спеловању, ортографија је била поједностављена до монотонског система, који користи само два дијакритика: акутни нагласак и дијарезу.

## Таблица грчког алфабета — новогрчка
| Слово  | Име           | Име         | Име         | Глас       | Глас      | Латиничка транслитерација | Латиничка транслитерација | Феничко слово |
| Слово  | старогрчки    | новогрчки   | новогрчки   | старогрчки | новогрчки | старогрчки                | новогрчки                 | Феничко слово |
| ------ | ------------- | ----------- | ----------- | ---------- | --------- | ------------------------- | ------------------------- | ------------- |
| Α α    | ἄλφα          | άλφα        | Алфа        | [] []      | []        | a                         | a                         | alef          |
| Β β    | βῆτα          | βήτα        | Бета (вита) | []         | []        | b                         | v                         | beth          |
| Γ γ    | γάμμα         | γάμμα, γάμα | Гама        | []         | [], []    | g                         | gh, g                     | gimel         |
| Δ δ    | δέλτα         | δέλτα       | Делта       | []         | []        | d                         | dh, d                     | daleth        |
| Ε ε    | εἶ, ἒ ψιλόν   | έψιλον      | Епсилон     | []         | []        | e                         | e                         | he            |
| Ζ ζ    | ζῆτα          | ζήτα        | Зета (зита) | [], []     | []        | z                         | z                         | zayin         |
| Η η    | ἦτα           | ήτα         | Ета (ита)   | [] ([])    | []        | e, ē                      | i                         | heth          |
| Θ θ    | θῆτα          | θήτα        | Тета (тита) | []         | []        | th                        | th                        | teth          |
| Ι ι    | ἰῶτα          | ιώτα        | Јота        | [], []     | [], []    | i, ī                      | i                         | yodh          |
| Κ κ    | κάππα         | κάππα       | Капа        | []         | [], []    | k                         | k                         | kaf           |
| Λ λ    | λάβδα, λάμβδα | λάμδα       | Ламбда      | []         | []        | l                         | l                         | lamedh        |
| Μ μ    | μῦ            | μι          | Ми          | []         | []        | m                         | m                         | mem           |
| Ν ν    | νῦ            | νι          | Ни          | []         | []        | n                         | n                         | nun           |
| Ξ ξ    | ξεῖ, ξῖ       | ξι          | Кси         | []         | []        | ks                        | ks                        | samekh        |
| Ο ο    | οὖ, ὂ μικρόν  | όμικρον     | Омикрон     | []         | []        | o, ŏ                      | o                         | ayin          |
| Π π    | πεῖ, πῖ       | πι          | Пи          | []         | []        | p                         | p                         | pe            |
| Ρ ρ    | ῥῶ            | ρω          | Ро          | [], []     | []        | r                         | r                         | res           |
| Σ σ, ς | σῖγμα         | σίγμα       | Сигма       | []         | []        | s                         | s                         | sin           |
| Τ τ    | ταῦ           | ταυ         | Тау (таф)   | []         | []        | t                         | t                         | taw           |
| Υ υ    | ὗ, ὓ ψιλόν    | ύψιλον      | Ипсилон     | [], []     | []        | u, y                      | u                         | waw           |
| Φ φ    | φεῖ, φῖ       | φι          | Фи          | []         | []        | ph, f                     | f                         |               |
| Χ χ    | χεῖ, χῖ       | χι          | Хи          | [], []     | [], []    | kh, ks                    | h                         |               |
| Ψ ψ    | ψεῖ, ψῖ       | ψι          | Пси         | []         | []        | ps                        | ps                        |               |
| Ω ω    | ὦ, ὦ μέγα     | ωμέγα       | Омега       | []         | []        | o, ō                      | o                         | ayin          |

### Звучне вредности
У античком и модерном грчком, слова грчког алфабета имају прилично стабилно и конзистентно мапирање симбола и звукова, што чини изговор речи углавном предвидивим. Античко грчко спеловање је генерално било блиско фонемско. За знатан број слова, звучне вредности се знатно разликују између античког и модерног грчког, пошто је њихов изговор следио сет систематских фонолошких померања која су утицала на језик у његовим посткласичним ступњевима.
Међу консонантним словима, сва слова која означавала звучне плозивне консонанте и аспиратне плозиве у античком грчком означавају кореспондирајуће фрикативне звукове у модерном грчком.
|           | Бивши звучни плозиви | Бивши звучни плозиви | Бивши звучни плозиви | Бивши аспирати | Бивши аспирати | Бивши аспирати |
| Слово     | Античко              | Модерно              | Слово                | Античко        | Модерно        |                |
| --------- | -------------------- | -------------------- | -------------------- | -------------- | -------------- | -------------- |
| Лабијално | Β β                  |                      |                      | Φ φ            |                |                |
| Дентално  | Δ δ                  |                      |                      | Θ θ            |                |                |
| Дорсално  | Γ γ                  |                      | ~                    | Χ χ            |                | ~              |

Међу самогласничком симболима, звучне вредности модерног грчког одражавају радикално поједностављивање самогласничког система пост-класичног грчког, спајајући вишеструке раније дистинктне самогласничке фонеме у знатно мањи број. То је довело до тога да неколико група самогласничких слова у данашње време означава идентичне звуке. Модерна грчка ортографија остаје доследна историјском спеловању у већини тих случајева. Консеквентно, спеловање речи у модерном грчком често није предвидиво из самог изговора, док је обрнуто мапирање, од правописа до изговора, обично редовно и предвидиво.
Следећа самогласничка слова и диграфи су укључени у спајања:
| Слово | Античко | Модерно | Слово | Античко | Модерно |
| ----- | ------- | ------- | ----- | ------- | ------- |
| Η η   |         | >       | Ω ω   |         | >       |
| Ι ι   | ()      | >       | Ο ο   |         | >       |
| ΕΙ ει |         | >       | Ε ε   |         | >       |
| Υ υ   | () >    | >       | ΑΙ αι |         | >       |
| ΟΙ οι | >       | >       |       |         |         |
| ΥΙ υι | >       | >       |       |         |         |

Говорници модерног грчког типично користе исто, модерно мапирање симбола и звукова за грчки у свим историјским ступњевима. У другим земљама, студенти античког грчког често користе различите конвенционалне апроксимације историјских звуковних система у изговору античког грчког.

### Диграфи и комбинације слова
Неколико словних комбинација има специјалне конвенционалне звучне вредности различите од оних у њиховим појединачним компонентама. Међу њима је неколико диграфа самогласничких слова који су раније представљали дифтонге али су сад монофтонговани. Поред горе поменута четири (⟨ει, αι, οι, υι⟩), постоји такође ⟨ου⟩, који се изговара . Антички грчки дифтонзи ⟨αυ⟩, ⟨ευ⟩ и ⟨ηυ⟩ се изговарају ,  и  у модерном грчком. У неким окружењима они су сведен на ,  и  респективно. Модерне грчке комбинације сугласника ⟨μπ⟩ и ⟨ντ⟩ означавају  и  (или  и ) респективно; ⟨τζ⟩ означава  и ⟨τσ⟩ означава . Осим тога, у античком и модерном грчком, слово ⟨γ⟩, пре неког другог веларног сугласника, означава веларни назал ; стога се ⟨γγ⟩ и ⟨γκ⟩ изговарају као ⟨ng⟩. По аналогији са ⟨μπ⟩ и ⟨ντ⟩, ⟨γκ⟩ се исто тако користи за . Такође постоје комбинације ⟨γχ⟩ и ⟨γξ⟩.
| Комбинација | Изговор | Звучни изговор |
| ----------- | ------- | -------------- |
| ⟨αυ⟩        |         |                |
| ⟨ευ⟩        |         |                |
| ⟨ηυ⟩        |         |                |
| ⟨μπ⟩        |         |                |
| ⟨ντ⟩        |         |                |
| ⟨τζ⟩        |         |                |
| ⟨τσ⟩        |         |                |

### Романизација
Постоји много различитих метода представљања грчког текста или грчких имена у латиничном писму. Форма у којој се класична грчка имена конвенционално приказивана у енглеском језику је проистекла из начина на који су грчке позајмљене речи биле инкорпорисане у латински у античком добу. У том систему, ⟨κ⟩ је замењено са ⟨c⟩, дифтонзи ⟨αι⟩ и ⟨οι⟩ су приказани као ⟨ae⟩ и ⟨oe⟩ (или ⟨æ,œ⟩) респективно; а ⟨ει⟩ и ⟨ου⟩ су поједностављени до ⟨i⟩ и ⟨u⟩ респективно. У модерној научној транслитерацији старогрчког језика, ⟨κ⟩ се обично приказује као ⟨k⟩, а самогласничке комбинације ⟨αι, οι, ει, ου⟩ као ⟨ai, oi, ei, ou⟩ респективно. Слова ⟨θ⟩ и ⟨φ⟩ се генерално приказују као ⟨th⟩ и ⟨ph⟩; ⟨χ⟩ као било ⟨ch⟩ или ⟨kh⟩; и на почетку речи ⟨ρ⟩ као ⟨rh⟩.
За модерни грчки постоји више различитих транскрипционих конвенција. Оне се међусобно знатно разликују, у зависности од њихове намене, у погледу тога колико близу оне остају у односу на конвенционалне словне кореспонденције транскрипционих система базираних на античком грчком, и у ком степену оне стреме било прецизној слово-за-слово транслитерацији или фонетички базираној транскрипцији. Стандардизоване формалне транскрипционе системе су дефинисали Међународна организација за стандардизацију (као ISO 843), Група експерата Уједињених нација о географским називима, Библиотека конгреса, и други.

## Таблица грчког алфабета — нумеричка
Слова која следе нису део стандардног грчког алфабета, али су коришћена у пре-класичним временима у појединим дијалектима. Слова стигма, копа и сампи су такође коришћена и за бележење грчких цифара.
| Слово    | Феничанско слово | Име    | Име        | Име       | Транслитерација | Глас |
| Слово    | Феничанско слово |        | другогрчко | првогрчко | Транслитерација | Глас |
| -------- | ---------------- | ------ | ---------- | --------- | --------------- | ---- |
| Ϛ ϛ      |                  | Стигма | –          | στῖγμα    | st              |      |
| Ϙ ϙ, Ϟ ϟ | Qoph             | Копа   | ϙόππα      | κόππα     | q               |      |
| Ͳ ͳ, Ϡ ϡ | Tsade            | Сампи  | –          | σαμπῖ     | ss              | ,    |

## Таблица грчког алфабета — застарела
| Слово    | Феничанско слово | Име    | Име        | Име       | Транслитерација | Глас |
| Слово    | Феничанско слово |        | старогрчко | новогрчко | Транслитерација | Глас |
| -------- | ---------------- | ------ | ---------- | --------- | --------------- | ---- |
| Ϝ ϝ, Ͷ ͷ | Вав              | Дигама | ϝαῦ        | δίγαμμα   | w               |      |
| Ͱ ͱ      | Heth             | Хета   | ήτα        | ήτα       | h               |      |
| Ϻ ϻ      | Tsade            | Сан    | ϻάν        | σάν       | s               |      |
| Ϸ ϸ      | Tsade            | Шо     | –          | –         | š               |      |